# Amazona farinosa
Amazona farinosa е вид птица от семейство Папагалови (Psittacidae).

## Разпространение
Видът е разпространен в Боливия, Бразилия, Венецуела, Гвиана, Еквадор, Колумбия, Панама, Перу, Суринам и Френска Гвиана.